# The Washington Family

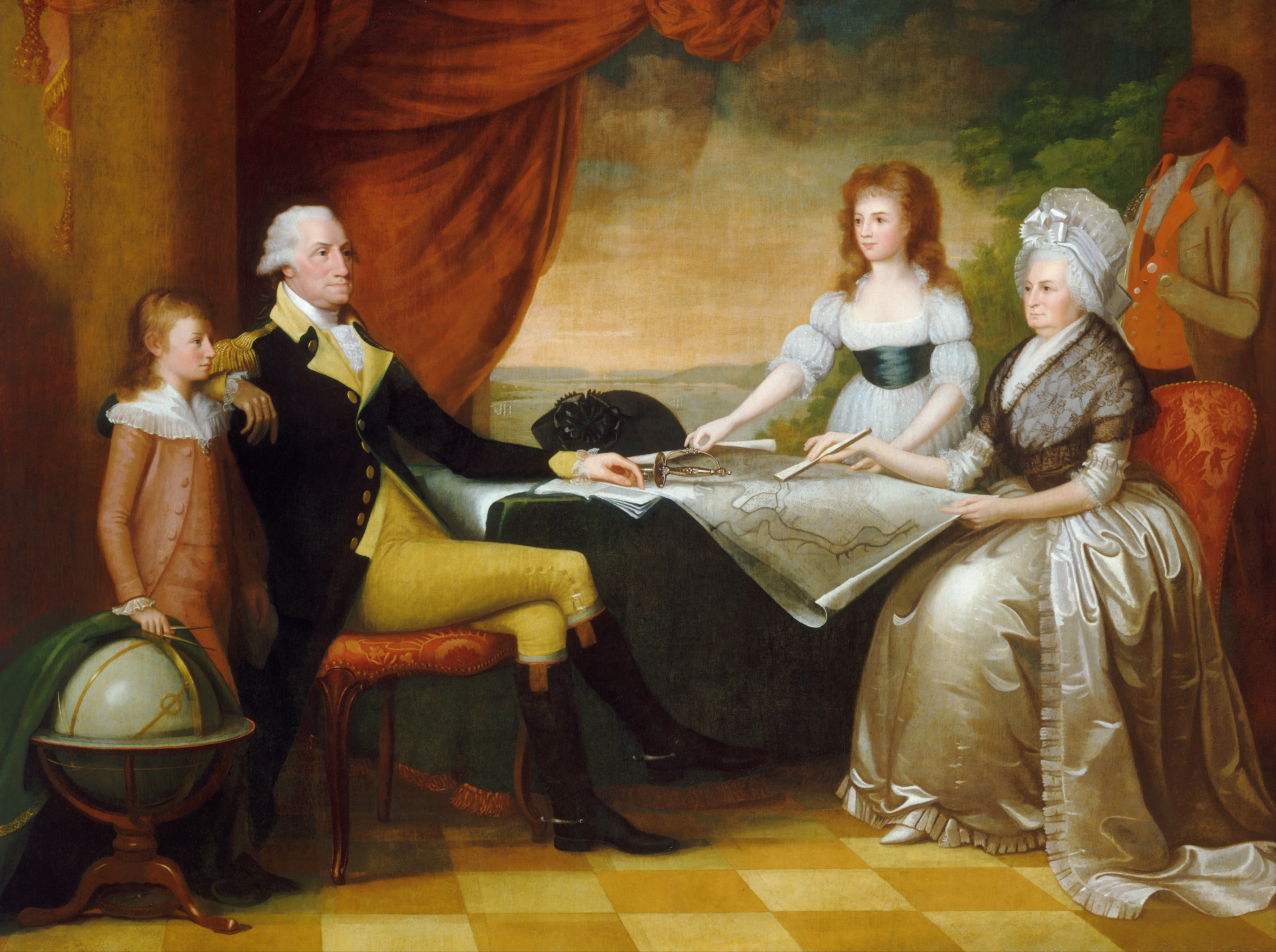
The Washington Family

The Washington Family von Edward Savage ist ein lebensgroßes Gruppenporträt des ersten US-Präsidenten George Washington, der First Lady Martha Washington sowie zwei ihrer Enkel und einem versklavten Diener. Basierend auf Studien zur frühen Präsidentschaft Washingtons, begann Savage die Arbeit in New York City, 1789–90, und er vollendete seine Arbeit einige Jahre später in Philadelphia, 1795–1796. Das riesige Gemälde (7 × 9 ft. ft. 4 Zoll / 213 cm × 284 cm) hängt heute in der National Gallery of Art in Washington, D.C.
Das Bild wurde im 19. Jahrhundert berühmt. Ab 1798 produzierte Savage Drucke davon in großen Mengen und ab dem Jahr 1840 von John Sartain.
Die Szene des Gemäldes ist idealisiert: der Potomac River fließt im Hintergrund, die First Lady zeigt auf eine Karte, die den Standort der künftigen Hauptstadt Washington D.C. zeigt. Dargestellt sind von links nach rechts: Enkel George Washington Parke Custis, George Washington, Enkelin Eleanor Parke Custis Lewis, Martha Washington und einen versklavten Diener (wahrscheinlich Christopher Sheels).